# (478) Tergeste
(478) Tergeste ist ein Asteroid des Hauptgürtels, der am 21. September 1901 vom italienischen Astronomen Luigi Carnera in Heidelberg entdeckt wurde.
Der Name ist von der lateinischen Bezeichnung der italienischen Stadt Triest abgeleitet.